# 秘魯哥倫比亞航空航點
直至2011年2月，秘魯哥倫比亞航空擁有29個航點：

## 中美洲及加勒比地區
哥斯達黎加
- 聖何塞 (哥斯達黎加) - 胡安·聖瑪麗亞國際機場

古巴
- 哈瓦那 - 何塞·馬蒂國際機場

多明尼加共和國
- 聖多明各 - 拉斯維加斯美洲國際機場

薩爾瓦多
- 聖薩爾瓦多 - 薩爾瓦多國際機場

## 北美洲
墨西哥
- 墨西哥城 - 墨西哥城國際機場

美國
- 邁阿密 - 邁阿密國際機場

## 南美洲
阿根廷
- 布宜諾斯艾利斯 - 埃塞薩皮斯塔里尼部長國際機場

玻利維亞
- 拉巴斯 - 奧爾托國際機場
- 聖克魯斯 - 維魯維魯國際機場

巴西
- 阿列格雷港 - 小薩爾加多國際機場
- 里約熱內盧 - 里約熱內盧/加利昂-安東尼奧·卡洛斯·若比姆國際機場
- 聖保羅 - 聖保羅/瓜魯柳斯-安德烈·弗朗哥·蒙托羅州長國際機場

哥倫比亞
- 波哥大 - 埃爾多拉多國際機場

智利
- 聖地亞哥 - 阿圖羅·梅里諾·貝尼特斯准將國際機場

厄瓜多爾
- 瓜亞基爾 - 何塞·華金日奧爾梅多國際機場
- 基多 - 蘇克雷元帥國際機場

巴拉圭
- 阿森松 - 西爾維奧·佩蒂羅西國際機場

秘魯
- 阿雷基帕 - 羅德里格斯巴隆國際機場
- 奇克拉約 - 何塞·岡薩雷斯醌上尉國際機場
- 庫斯科 - 亞歷杭德羅·貝拉斯科·阿斯特特國際機場
- 胡利亞卡 - 印加曼科·卡帕克國際機場
- 伊基托斯 - 伊基托斯國際機場
- 利馬 - 豪爾赫·查韋斯國際機場 基地
- 皮烏拉 - 吉列爾莫·孔查伊比利亞上尉國際機場
- 馬爾多納多港 - 馬爾多納多港國際機場
- 塔拉波托 - 吉爾莫·德爾·卡斯蒂略·帕雷德斯上校機場
- 特魯希略 - 卡洛斯·馬丁內斯·德皮尼略斯上尉國際機場

烏拉圭
- 蒙得維的亞 - 卡拉斯科國際機場

委內瑞拉
- 加拉加斯 - 邁克蒂亞西蒙·玻利瓦爾國際機場